# Na samym dnie (film 2001)
Na samym dnie (tytuł oryg. The Deep End) – amerykański dramat filmowy z 2001 roku, napisany i wyreżyserowany przez Scotta McGehee oraz Davida Siegela, oparty na noweli The Blank Wall autorstwa Elizabeth Sanxay Holding.
Film spotkał się z pozytywnymi opiniami krytyki, a także z zadowalającym sukcesem komercyjnym. Zdobył liczne nagrody i nominacje, między innymi podczas 2001 Sundance Film Festival (w trakcie którego odnotował swoją oficjalną premierę). Sama odtwórczyni roli głównej, Tilda Swinton, uzyskała za swoją rolę blisko dziesięć renomowanych wyróżnień.

## Fabuła
Margaret Hall, przedstawicielka amerykańskiej klasy średniej, wiedzie pozornie spokojne i szczęśliwe życie w Tahoe City w stanie Kalifornia. Jej mąż, Tom, jest pilotem na lotniskowcu USS Constellation, w związku z czym w domu bywa bardzo rzadko. Gdy kobieta ze zdumieniem odkrywa, że jej nastoletni syn Beau, uwikłany jest w romans z Darbym Reese'em, trzydziestoletnim właścicielem nocnego klubu dla gejów, postanawia przekupić mężczyznę, by przestał widywać się z jej dzieckiem. Oferuje mu kwotę pięciu tysięcy dolarów, która jednak nie spełnia oczekiwań Reese’a. Przy najbliższej okazji odwiedza on Beau w jego własnej rezydencji. Przed domem, nad pobliskim jeziorem, pomiędzy dwojgiem dochodzi do konfliktu, który kończy się bójką. Gdy Beau odchodzi, niewidoczny napastnik atakuje Darby'ego. Mężczyzna upada i nadziewa się na zaostrzony fragment kotwicy.
Następnego ranka, podczas przebieżki wzdłuż jeziora, Margaret znajduje zwłoki Darby'ego. Dochodzi do wniosku, że on i Beau mieli sprzeczkę, w wyniku której Darby poniósł śmierć. Kobieta decyduje się na desperacki krok − odnalezione ciało przetransportowuje na drugą stronę zatoki i tam wrzuca je do wody. Zwłoki Reese’a szybko zostają odkryte, a ich sekcja za śmierć mężczyzny podaje zabójstwo.
Wkrótce potem wizytę bohaterce składa Alek Spera, współpracujący z mafią. Wręcza Margaret kasetę VHS, która stanowi zapis stosunku płciowego pomiędzy jej synem a Reese'em. Spera domaga się pięćdziesięciu tysięcy dolarów w gotówce. Ostrzega, że jeśli nie otrzyma ich w przeciągu następnej doby, wybierze się na policję z kopią nagrania video, która uwikła Beau w popełnione morderstwo.

## Obsada
- Tilda Swinton – Margaret Hall
- Goran Višnjić – Alek „Al” Spera
- Jonathan Tucker – Beau Hall
- Peter Donat – Jack Hall
- Raymond J. Barry – Carlie Nagel
- Josh Lucas – Darby Reese
- Tamara Hope – Paige Hall
- Jordon Dorrance – Dylan Hall
- Heather Mathieson – Sue Lloyd

## Realizacja
Film kręcony był w okresie do 10 maja do 25 czerwca 2000 roku w miejscowości Reno oraz nad jeziorem Tahoe w stanie Nevada. Budżet, jaki posłużył twórcom do realizacji obrazu, szacunkowo wynosił trzy miliony dolarów.
Za kanwę scenariusza autorstwa Scotta McGehee i Davida Siegela posłużyła nowela Elizabeth Sanxay Holding pt. The Blank Wall. Pięć dekad wcześniej jej luźną adaptacją zajęli się także Mel Dinelli i Robert E. Kent, których Niebezpieczną decyzję (Reckless Moment, 1949) wyreżyserował Max Ophüls.

## Historia wydania filmu
Światowa premiera filmu miejsce miała dnia 21 stycznia 2001 roku w trakcie prestiżowego Sundance Film Festival. W ciągu kolejnych miesięcy film prezentowano podczas europejskich festiwali, między innymi na Węgrzech, w Rosji czy we Francji (Cannes Film Festival). 8 sierpnia 2001 projekt spotkał się z ograniczoną dystrybucją kinową w rodzimych Stanach Zjednoczonych. Pod koniec roku 2001 oraz w latach 2002–2003 dystrybuowany był już na całym świecie.
Polską premierą obrazu był dzień 12 października 2001; wówczas wyemitowano go podczas Warszawskiego Międzynarodowego Festiwalu Filmowego. Następnie, 8 sierpnia 2002, Imperial udostępnił projekt klientom wypożyczalni kaset video (tzw. „rental”). Parokrotnie emisji Na samym dnie podjęły się telewizyjne stacje Polsat i TV4.

### Festiwale
Film zaprezentowano podczas następujących festiwali filmowych:
| - 2001: Stany Zjednoczone − Sundance Film Festival - 2001: Stany Zjednoczone − San Francisco International Film Festival - 2001: Francja − Cannes Film Festival - 2001: Rosja − Moscow Film Festival - 2001: Francja − Deauville Film Festival - 2001: Holandia − Film by the Sea Film Festival - 2001: Grecja − Athens Film Festival - 2001: Finlandia − Helsinki International Film Festival | - 2001: Węgry − Titanic International Filmpresence Festival - 2001: Belgia − Flanders International Film Festival - 2001: Belgia − Ghent International Film Festival - 2001: Polska − Warsaw International FilmFest - 2001: Szwecja − Stockholm Film Festival - 2001: Islandia − Reykjavik Film Festival - 2002: Czechy − Febio Film Festival - 2003: Czechy − Brno Gay and Lesbian Film Festival - 2009: Austria − Vienna International Film Festival |

## Nagrody i wyróżnienia
Film uzyskał łącznie cztery prestiżowe nagrody i szesnaście nominacji do innych laurów.

### 2001
- Sundance Film Festival:
  - nominacja do nagrody Grand Jury Prize w kategorii najlepszy dramat (nominowani: Scott McGehee, David Siegel)
  - nagroda w kategorii najlepsze zdjęcia − dramat (Giles Nuttgens)
- Boston Society of Film Critics Awards:
  - nagroda BSFC w kategorii najlepsza aktorka (Tilda Swinton)
- Deauville Film Festival:
  - nominacja do nagrody Grand Special Prize (Scott McGehee)
- Ghent International Film Festival:
  - nominacja do nagrody Grand Prix (Scott McGehee, David Siegel)
- National Board of Review, USA:
  - Nagroda Specjalna za wybitność w dziedzinie sztuki filmowej
- Stockholm Film Festival:
  - nominacja do nagrody Bronze Horse (Scott McGehee, David Siegel)

### 2002
- Golden Globes, USA
  - nominacja do nagrody Złotego Globu w kategorii najlepszy występ żeński w filmie kinowym dramatycznym (Tilda Swinton)
- Independent Spirit Awards:
  - nominacja do nagrody Independent Spirit w kategorii najlepsza aktorka w roli pierwszoplanowej (Tilda Swinton)
  - nominacja do nagrody Independent Spirit w kategorii najlepsze zdjęcia (Giles Nuttgens)
- Chicago Film Critics Association Awards:
  - nominacja do nagrody CFCA w kategorii najlepsza aktorka (Tilda Swinton)
- Las Vegas Film Critics Society Awards:
  - nagroda Sierra w kategorii najlepsza aktorka (Tilda Swinton)
- Phoenix Film Critics Society Awards:
  - nominacja do nagrody PFCS w kategorii najlepsza aktorka w roli pierwszoplanowej (Tilda Swinton)
- Chlotrudis Awards:
  - nominacja do nagrody Chlotrudis w kategorii najlepsza aktorka (Tilda Swinton)
- Satellite Awards:
  - nominacja do nagrody Golden Satellite w kategorii najlepszy kinowy film dramatyczny
  - nominacja do nagrody Golden Satellite w kategorii najlepsza reżyseria (Scott McGehee, David Siegel)
  - nominacja do nagrody Golden Satellite w kategorii najlepszy występ żeński w filmie dramatycznym (Tilda Swinton)
  - nominacja do nagrody Golden Satellite w kategorii najlepszy występ męski drugoplanowy w filmie dramatycznym (Goran Višnjić)
- Casting Society of America, USA:
  - nominacja do nagrody Artios w kategorii najlepszy casting do niezależnego filmu fabularnego (Mindy Marin)
- Online Film Critics Society Awards:
  - nominacja do nagrody OFCS w kategorii najlepsza aktorka (Tilda Swinton)

## Box office
| Świat | US$ 10,031,529 |

## Informacje dodatkowe[6]
- Reżyserzy Scott McGehee i David Siegel wystąpili w filmie w rolach cameo jako sanitariusze.
- Data urodzin głównej bohaterki Margaret Hall to 5 listopada 1960 roku. Jest to także dzień, w którym urodziny obchodzi Tilda Swinton.
- Scena stosunku analnego pomiędzy bohaterami kreowanymi przez Jonathana Tuckera i Josha Lucasa nie mogła zostać nakręcona nim Tucker (ur. 1982) nie ukończył osiemnastego roku życia. Według jednego z reżyserów, ujęcie nagrano w dniu urodzin młodego aktora, 31 maja.